# Kraljevina Asturija
Kraljevina Asturija bio je prvi kršćanski politički entitet na Iberijskom poluotoku ustanovljen nakon propasti vizigotskog kraljevstva. To je uslijedilo nakon poraza kralja Roderika u bitci kod Guadalete (711./712.)  Kraljevstvo je postojalo od 718. do 925. godine, kada je posljednji asturijski kralj, Fruela II., postao kraljem Leóna.

## Vladari Asturskog kraljevstva
- Pelayo (718. – 737.)
- Favila  (737. – 739.)
- Alfons I., Katolički (739. – 757.) Sam se proglasio za prvog kralja Asturije
- Fruela I. (757. – 768.)
- Aurelije (768. – 774.)
- Silo (774. – 783.)
- Mauregato (783. – 789.)
- Vermudo I. (789. – 791.)
- Alfons II.  (791. – 842.)
- Ramiro I. (842. – 850.).
- Ordoño I. (850. – 866.)
- Alfons III. (866. – 910.)
- Fruela II. Asturijski 910. – 925. i Leonski 924. – 925.